# Sarcosina
La sarcosina, també coneguda com a N-metilglicina, és un intermedi i subproducte en la síntesi i degradació de la glicina. La sarcosina es metabolitza a glicina per l'enzim sarcosina deshidrogenasa, mentre que la glicina -N-metil transferasa genera sarcosina a partir de la glicina. La sarcosina és un aminoàcid natural que es troba en els músculs i altres teixits del cos. En el laboratori es pot sintetitzar de l'àcid cloroacètic i la metilamina. La sarcosina és dolça i es dissol en aigua. Es fa servir per fabricar surfactants biodegradables i pastes de les dents entre altres aplicacions.
La sarcosina és ubiqua en els materials biològics i és present en aliments com l'ou, gall dindi, pernil, verdures, llegums, etc.

## Esquizofrènia
Recentment, la sarcosina ha estat investigada amb relació a la malaltia mental esquizofrènia. Es suggereix que la ingestió de 2 g/dia de sarcosina i teràpia d'ajuda de certs antipsicòtics (no clozapina) en l'esquiofrènia dona reduccions significatives en la simptomatologia.

## Depressió
El trastorn depressiu major també sembla, en els estudis previs fets, que es pot prevenir amb sarcosina.

## Història
La sarcosina va ser aïllada primer per Justus von Liebig el 1847 i li va donar el nom provinent de la paraula grega (sarko) per la carn, mentre que Jacob Volhard va ser el primer a sintetitzar-la el 1862.
Volhard treballà en el laboratori amb Hermann Kolbe.